# Octomeria spathulata
Octomeria spathulata là một loài thực vật có hoa trong họ Lan. Loài này được Rchb. f. mô tả khoa học đầu tiên năm 1860.